# Flower (videogioco)
Flower è un videogioco per PlayStation 3, PlayStation 4, PlayStation Vita, iOS e PC. È stato sviluppato da thatgamecompany, annunciato nel Tokyo Game Show del 2007 e pubblicato il 12 febbraio 2009 (il gioco è poi stato convertito per altre piattaforme negli anni a venire). Progettato da Jenova Chen, il gioco è stato inteso come l'ideale successore di flOw, il precedente progetto di Chen e della sua società.
Nel gioco, il giocatore controlla il vento, e un petalo di fiore nel vento attraverso il movimento del controller. Volare verso i fiori nei livelli aggiunge petali che seguiranno il petalo principale, e può avere effetti sul mondo del gioco, come dare dei colori accesi a campi precedentemente morti o attivare dei mulini a vento fermi. Il gioco non dispone di alcun testo o dialogo, formando un arco narrativo solo attraverso la rappresentazione visiva.
Flower è stato destinato principalmente a suscitare emozioni positive nel giocatore, piuttosto che essere una sfida o un gioco «divertente». Tale focalizzazione sulle emozioni è stata voluta da Jenova Chen, il quale ritiene che lo scopo primario di prodotti di intrattenimento come i videogiochi sono le emozioni che suscitano nel pubblico, e che la gamma emotiva della maggior parte dei giochi sia stata finora molto limitata. Il team creatore ha scelto di impegnarsi nella creazione di un'opera d'arte, rimuovendo gli elementi di gioco e le meccaniche che non provocassero la risposta desiderata nei giocatori. Il gioco è stato un successo di critica, con grande sorpresa degli sviluppatori. I recensori hanno lodato la musica del gioco, la grafica e il gameplay, affermando che Flower è stata un'esperienza unica ed emotivamente coinvolgente. È stato nominato miglior gioco indipendente del 2009 agli Spike Video Game Awards e da Playboy, e ha vinto il premio Casual Game of the Year» dell'Academy of Interactive Arts & Sciences.

## Modalità di gioco
Flower è suddiviso in sei livelli principali ed uno in cui sono presenti i titoli di coda. Ogni livello è rappresentato da un fiore in un vaso poggiato su di un davanzale di un appartamento cittadino, e al momento in cui il giocatore ne selezionerà uno entrerà nel «sogno» del fiore. Una volta entrati in un livello il giocatore controllerà il vento che soffia su dei petali nell'aria. Le variazioni di altezza e direzione dei petali fluttuanti vengono determinate dall'inclinazione del controller della PlayStation 3. Premendo qualsiasi pulsante il vento soffierà più forte muovendo a sua volta i petali più velocemente. La telecamera generalmente ci seguirà giusto dietro i petali, oppure inquadra dei nuovi obiettivi o conseguenze delle azioni del giocatore.
Gruppi e linee di fiori sono presenti in ogni livello; toccandoli con i propri petali si uniranno alla fila. Quando il giocatore tocca specifici fiori o gruppi di fiori, avverranno dei cambiamenti nel mondo di gioco. Questi possono aprire nuove aree, trasformare zone erbose morte in brillanti campi verdi o mettere in funzione dei mulini a vento. Questi cambiamenti a sua volta generano nuovi fiori con cui il giocatore può interagire. Volando su ogni singolo fiore si avrà uno scampanio musicale che si armonizzerà con la musica. La musica stessa è dinamica a seconda dei cambiamenti nel mondo. Più petali ottiene il giocatore, più il vento sarà forte. È impossibile per un giocatore perdere un livello oppure perdere qualsiasi progresso. Il gioco non presenta nessun nemico o limite di tempo. Approssimativamente la durata del gioco è di un'ora.
Anche se non è presente nessun discorso o testo in tutto il gioco a parte i titoli di coda, il gioco segue un filo narrativo. Il luogo di inizio del giocatore in ogni singolo livello sembra essere vicino al luogo della fine del livello precedente. I primi livelli si incentrano sulla tranquillità ed i colori dei paesaggi. Dopo aver superato una serie di mulini a vento, i petali passano per un campo durante la notte illuminato da lampioni, da accendere con i petali, fino al raggiungimento della città. La città è piena di strutture metalliche minacciose, piccoli archi di elettricità ed edifici con colori sbiaditi; il giocatore rianima la città trasformandola in un luogo luminoso e allegro.
Come il giocatore procede con i vari livelli del gioco, la città vista dalla finestra dell'appartamento nella selezione del livello diventa gradualmente più vibrante e colorata. Se il giocatore interagisce con i tre fiori segreti di ogni livello, il paesaggio urbano viene sostituito con un campo luminoso con le montagne sullo sfondo. La musica cambia a seconda della progressione di gioco, crescendo in dimensioni e complessità aggiungendosi all'arco narrativo. Il livello con i titoli di coda è giocato in maniera simile ai livelli principali, ma come il giocatore passa su ogni singolo fiore appare sopra di esso il nome di una persona che ha contribuito alla creazione del gioco. Flower include i trofei del PlayStation Network in armonia con l'atmosfera del gioco. Mentre alcuni sono basati su obiettivi, molti sono centrati sul rilassarsi e godere il paesaggio.

## Sviluppo
Flower fu sviluppato come un successore di flOw, un gioco Adobe Flash del 2006 creato da Jenova Chen e Nicholas Clark quando erano due studenti della University of Southern California. Flow fu sviluppato successivamente in un gioco per la PlayStation 3 da thatgamecompany nel 2007 e in un gioco per la PSP da SuperVillain Studios nel 2008. Flower è «il primo gioco della thatgamecompany che è arrivato al di fuori della rete di sicurezza del mondo accademico». Fu prima annunciato al Tokyo Game Show il 24 settembre 2007, e fu pubblicato per il PlayStation Network il 12 febbraio 2009. Flower fu inteso inizialmente per provocare emozioni positive al giocatore, di agire come un "rifugio emotivo". Da sei a nove persone sono state coinvolte in vari stadi di sviluppo. Chen, che è il cofondatore di thatgamecompany con la game producer Kellee Santiago, fu il direttore creativo responsabile del gioco, mentre Clark fu il lead designer. Chen descrisse il gioco come «un poema interattivo esplorando la tensione tra natura e urbano». Decise subito sul tema della «natura» nel processo di sviluppo, dicendo che «avevo questo concetto che ogni Playstation è come un portale nella tua sala, ti porta da qualche altra parte. Ho pensato; sarebbe bello se si trattasse di un portale che ti permetta di essere abbracciato dalla natura».
Prima di iniziare il lavoro, il team di sviluppo ha commissionato due brani musicali che hanno ritenuto potessero ispirare il giusto tono emotivo per guidare i loro sforzi nel gioco. Crearono un numero di prototipi, compresi i concetti focalizzati sulla crescita dei fiori e basati sulla conoscenza umana. Il team decise che un prototipo centrato sulla fluttuazione dei petali nel vento era il miglior modo per catturare le emozioni che volevano evocare. Secondo il loro progetto focalizzato volevano tenere il giocatore in uno stato emotivo sereno, e vennero rimossi gli elementi frustranti per il giocatore come gli obblighi di raccolta dei petali per sbloccare livelli e meccanismi di gioco troppo tradizionali che avrebbero suscitato sensazioni diverse da quelle volute nel giocatore. Il team ha provato a non mettere nessun ostacolo nei livelli, permettendo al giocatore di andare ovunque in un mondo aperto, ma hanno capito che senza alcune linee guida, come ad esempio lo schermo che si concentra su nuovi fiori o sul punto finale di un livello, i giocatori si confondevano e si innervosivano. Chen descrisse il processo: «volevamo buttare via il tradizionale design di gioco, ma finimmo per raccogliere tutte le parti che buttammo via e le reinserimmo perché sappiamo che queste sono effettivamente necessarie per offrire una buona esperienza guidata». Il tempo complessivo di sviluppo fu di due anni, ma il team ha trascorso tre quarti del tempo in fase di prototipazione. Dopo aver deciso gli elementi di gioco, Flower fu prodotto in soli sei mesi.
L'attenzione del gioco sulle emozioni è stata innescata da Chen, che ha ritenuto che lo scopo primario dei prodotti di intrattenimento quali i videogiochi è il sentimento suscitato nel giocatore e che l'emotività della maggior parte dei giochi è molto limitata. Per rendere Flower con lo «spettro emotivo» voluto, Chen vide il processo di sviluppo come una creazione di un'opera d'arte, piuttosto che un gioco «divertente», che non avrebbe provocato le emozioni desiderate. Egli riassunse questa opinione dicendo che l'unica meccanica di gioco è di toccare un solo fiore per innescare un nuovo evento. Il team specificamente ritagliò elementi di gameplay più profondo, perché aggiunse una «sfida» al gioco, che, seppur divertente, non è rilassante.

## Accoglienza
La rivista Play Generation diede alla versione per PlayStation 3 un punteggio di 88/100, apprezzando il fatto che fosse un ottimo modo per staccare la spina per qualche minuto, trovandolo rilassante e poetico e come contro il non essere un vero e proprio videogioco e la troppo poca longevità, finendo per reputarlo una piacevole parentesi di relax e poesia, nonostante non fosse un videogioco in senso stretto sapeva rivelarsi ottimo per fare una pausa di tanto in tanto.